# Жиру (Ендр)
Жиру (фр. Giroux) је насеље и општина у централној Француској у региону Центар (регион), у департману Ендр која припада префектури Исуден.
По подацима из 2011. године у општини је живело 123 становника, а густина насељености је износила 5,24 становника/km². Општина се простире на површини од 23,48 km². Налази се на средњој надморској висини од 150 метара (максималној 181 m, а минималној 133 m).

## Демографија
| 1962. | 1968. | 1975. | 1982. | 1990. | 1999. | 2011. |
| ----- | ----- | ----- | ----- | ----- | ----- | ----- |
| 175   | 195   | 141   | 139   | 138   | 117   | 123   |

График промене броја становника у току последњих година